# 1771
- рік темного металевого зайця за Шістдесятирічним циклом китайського календаря.

Перша наукова революція •  Просвітництво • Глухівський період в історії Гетьманщини •  Російська імперія

## Геополітична ситуація
Султаном Османської імперії є Мустафа III (до 1774). Під владою османів перебувають Близький Схід та Єгипет, Середземноморське узбережжя Північної Африки, частина Закавказзя, значні території в Європі: Греція, Болгарія і Сербія. Васалами османів є Волощина та Молдова.
Священна Римська імперія охоплює, крім німецьких земель, Угорщину з Хорватією, Трансильванію, Богемію, Північну Італію, Австрійські Нідерланди. Її імператор — Йосиф II (до 1790). Марія-Терезія має титул королеви Угорщини. Королем Пруссії є Фрідріх II (до 1786).
У Франції править Людовик XV (до 1774). Франція має колонії в Північній Америці та Індії. В Іспанії — Карл III (до 1788). Королівству Іспанія належать південь Італії, Нова Іспанія, Нова Гранада та Віцекоролівство Перу в Америці, Філіппіни. У Португалії королює Жозе I (до 1777). Португалія має володіння в Бразилії, в Африці, в Індії, в Індійському океані й Індонезії.
На троні Великої Британії сидить Георг III (до 1820). Британія має колонії в Північній Америці, на Карибах та в Індії. Північ Нідерландів займає Республіка Об'єднаних провінцій. Вона має колонії в Північній Америці, Індонезії, на Формозі та на Цейлоні. Король Данії та Норвегії — Кристіан VII (до 1808), на шведському троні Адольфа Фредеріка змінив Густав III (до 1792). На Апеннінському півострові незалежні Венеціанська республіка та Папська область. Король Речі Посполитої — Станіслав Август Понятовський (до 1795). У Російській імперії править Катерина II (до 1796).
Україну розділено по Дніпру між Річчю Посполитою та Російською імперією. Лівобережна частина розділена на Малоросійську, Новоросійську та Слобідсько-Українську губернії. Нова Січ є пристановищем козаків. Існує Кримське ханство, якому підвладна Ногайська орда.
В Ірані фактично править династія Зандів при номінальному правлінні сефевіда Ісмаїла III.
Значними державами Індостану є Імперія Великих Моголів, Імперія Маратха. Зростає могутність Британської Ост-Індійської компанії. У Китаї править Династія Цін. У Японії триває період Едо.

## Події

### В Україні
- У ході російсько-турецької війни російські війська захопили Крим.

### У світі
- Калмики повернулися в Джунгарію.
- Ґо-Момодзоно став імператором Японії.
- 12 лютого помер король Швеції Адольф Фредерік. Його наступник Густав III відпочивав тоді у Франції й довідався про королівство тільки через місяць.
- 4 квітня у Москві та Санкт-Петербурзі оголошено карантин через епідемію бубонної чуми.
- Російсько-турецька війна:
  - 23 травня російська армія, якою командував Олександр Суворов, перемогла поляків під Ланцкороною.
  - 13 липня росіяни окупували Крим.
- 15—17 вересня Москву охопив чумний бунт.
- Карл-Фрідріх Баденський об'єднав Баден.

### Наука та культура
- Томас Генрі винайшов процес виробництва оксиду магнію.
- Жозеф-Луї Лагранж доказав теорему Вілсона.
- Джозеф Прістлі встановив, що рослини відновлюють зіпсоване горінням повітря.
- Норвезький дослідник Петер Асканіус першим описав оселедцевого короля.[джерело?]
- 15-річний Вольфганг Амадей Моцарт написав оперу «Асканіо в Альбі».
- У Китаї завершилося спорудження буддійського храму Путоцзунчен.
- Луї-Себастьян Мерсьє надрукував один із перших науково-фантастичних романів «Рік 2440».
- Луїджі Боккеріні написав свій відомий менует.

### Засновані
- Султанат Понтіанак

### Зникли
- Калмицьке ханство

## Народились
див. також Категорія:Народились 1771
- 14 травня — Роберт Оуен, англійський соціаліст-утопіст

## Померли
див. також Категорія:Померли 1771
- 30 січня — Кюн Франц Мартін, німецький живописець, представник стилю рококо (* 1719).